# Знищення Мі-26 у Чечні 19 серпня 2002 року
Знищення Мі-26 в Чечні 19 серпня 2002 — найбільша авіакатастрофа в історії російських збройних сил. Сталася через враження військово-транспортного вертольота Мі-26 ракетою із переносного зенітного ракетного комплексу «Ігла». Додатковою причиною, яка збільшила кількість загиблих, став збіг обставин: надмірна перевантаженість гелікоптера та падіння його на мінне поле. Є однією з найбільших авіакатастроф в історії Росії.

## Розвиток подій
19 серпня приблизно о 16:10 за московським часом гелікоптер Мі-26, що належить армійській авіації Сухопутних військ, вилетів з аеродрому Моздок і взяв курс на базу в Ханкалі. На борту знаходилися військовослужбовці, які поверталися до місця служби після відпустки, а також контрактники та солдати термінової служби, які летіли до Чечні на заміну товаришам по службі. Через нельотну погоду в попередні дні в Моздоку зібралася досить велика кількість військовослужбовців, які чекали вильоту до Чечні. З цієї причини гелікоптер був сильно перевантажений.
О 16:54 Мі-26 був за кілька кілометрів від аеродрому Ханкали і робив маневри, заходячи на посадку. У цей час командир екіпажу майор Алєґ Батанов передав на землю, що почув вибух в районі правого двигуна та отримав попередження бортових систем про виникнення пожежі. Побоюючись, що вогонь перекинеться другий основний двигун, Батанов терміново почав знижуватися.
Під час аварійної посадки Мі-26 жорстко вдарився хвостом об землю. Військовослужбовці, які знаходилися біля дверей, встигли вискочити з вертольота, що горів, деякі з військовослужбовців змогли вибратися через бічні і задні ілюмінатори. Екіпаж також безпечно евакуювався — він був у кабіні, яка практично не постраждала від удару. Однак за вдалим збігом посадку було здійснено прямо на мінне поле, що захищало базу в Ханкалі від атак сил оборони Ічкерії. З цієї причини гасіння палаючого вертольота було неможливе, а евакуація поранених — утруднена. Після того, як сапери проробили в мінному полі кілька проходів, гасити було вже нічого.

## Загиблі
Внаслідок падіння вертольота, пожежі та підривів на мінах загинуло 127 осіб. 117 загинуло на місці і ще 10 померли згодом у шпиталях. 20 серпня президент Росії Володимир Путін оголосив 22 серпня днем жалоби в Росії.

## Розслідування
Слідство встановило, що основною причиною авіакатастрофи є ураження гелікоптера ракетою з ПЗРК «Игла», а причиною великої кількості жертв стало двократне перевантаження гелікоптера, тому пілотам було важко здійснити безпечну аварійну посадку.

### Застосування по гелікоптеру ПЗРК
З матеріалів судового слідства, протоколів допитів, показань та долученого до справи відеозапису катастрофи випливає, що атаку скоїло п'ять оборонців. 19 серпня 2002 року вони прибули до 6-го мікрорайону Грозного, розташованого неподалік бази «Ханкала». Там у напівзруйнованому двоповерховому будинку, що на вулиці Тухачевського, вони обладнали позицію для ведення вогню. Завдання було вразити будь-який гелікоптер, маршрут якого з Моздока пролягав через 6-й мікрорайон. О 16:54 над Ханкалою з'явився гелікоптер Мі-26, який летів на базу в Ханкалі. У напрямку вертольота було здійснено пуск ракети з ПЗРК «Іґла». За п'ять секунд ракета на висоті 180–200 метрів вразила правий двигун вертольота.
29 квітня 2004 року Ростовський обласний суд визнав Доку Джантемірова винним у тероризмі та вбивстві та засудив до довічного ув'язнення з відбуванням покарання в колонії особливого режиму. За версією слідства, сам Джантеміров за гелікоптером не стріляв, проте він підготував зенітний ракетний комплекс «Іґла», передав його стрільцю, віддав команду на вогонь, вигукнувши по-чеченськи «Пуск!», а потім зняв загибель вертольота на відеокамеру.
3 вересня 2008 року Верховний суд Чеченської республіки повторно засудив до довічного ув'язнення Султана Мацієва, Шамсутдіна Салаватова та Вісхана Хабібулаєва. У липні 2005 року засуджені Салаватов, Мацієв і Джантемірів отримали довічний ув'язнення, а Хабібулаєв — 13 років колонії. Як було встановлено, Мацієв у лютому 2000 року вирішив створити власний загін, куди увійшли Салават і Хабібула. Фінансово підтримував їх Басаєв, який у 2001 році виділив кошти на закупівлю переносних зенітно-ракетних комплексів та відрядив до загону Джантемірова (який, за версією слідства, пройшов спецпідготовку в одному з таборів терористів). Наприкінці 2001 року їм вдалося купити в Грузії та таємно перевезти до Чечні вісім ПЗРК «Іґла». З них були збиті три вертольоти Мі-8, а також Мі-26 під Ханкалою.

### Перевантаженість гелікоптера
Причиною великої кількості жертв стало грубе порушення правил польотів через майже двократне перевантаження. У технічних документах на вертоліт Мі-26 записано, що він може за умови повної заправки перевозити 82 особи, або вантаж вагою 20 тон. Загалом на борту Мі-26 перебувало майже 150 людей. Це сталося як через нельотну погоду (і, як наслідок, велику кількість військовослужбовців, які чекали у Моздоку відправки до Чечні), так і через хронічний брак військово-транспортних вертольотів. Через це порушувався наказ міністра оборони № 225 від 1997 року, який забороняв перевезення особового складу на вертольотах Мі-26, Мі-6 та Мі-14.
7 вересня 2002 року міністр оборони Росії Сергій Іванов публічно оголосив наказ № 059, в якому догану було оголошено заступнику міністра оборони Миколі Кормільцеву, командувачу військ Північно-Кавказького військового округу Ґєннадію Трошеву, першому заступнику головкому Сухопутних військ Алєксандру Морозову. Попереджено про неповну службову відповідність першого заступника командувача військ Північнокавказького військового округу Володимира Булгакова, виконуючого обов'язки командувача угрупуванням військ у Чечні Сергія Макарова. Ще ряд високопоставлених військових отримали різноманітні службові стягнення, а командувач армійської авіації Віталій Павлов представлений до звільнення з військової служби.